# Creazione di Eva (Jacopo della Quercia)
La Creazione di Eva è la seconda delle dieci formelle a bassorilievo con Storie della Genesi della Porta Magna della basilica di San Petronio a Bologna. Opera della piena maturità Jacopo della Quercia, databile tra il 1425 e il 1434, è considerata tra i suoi lavori più significativi. 

## Storia
La decorazione del portale mediano di San Petronio iniziò nel 1425 e si interruppe nel 1434, poco prima della morte dell'artista (1438). Le formelle sono sempre rimaste visibili all'esterno della basilica. 
Esse vennero studiate attentamente da Michelangelo Buonarroti, influenzando lo sviluppo del suo stile scultoreo. Michelangelo dimostrò anche di avere a mente alcune delle composizioni dei bassorilievi quando affrescò le Storie della Genesi nella volta della Cappella Sistina.

## Descrizione

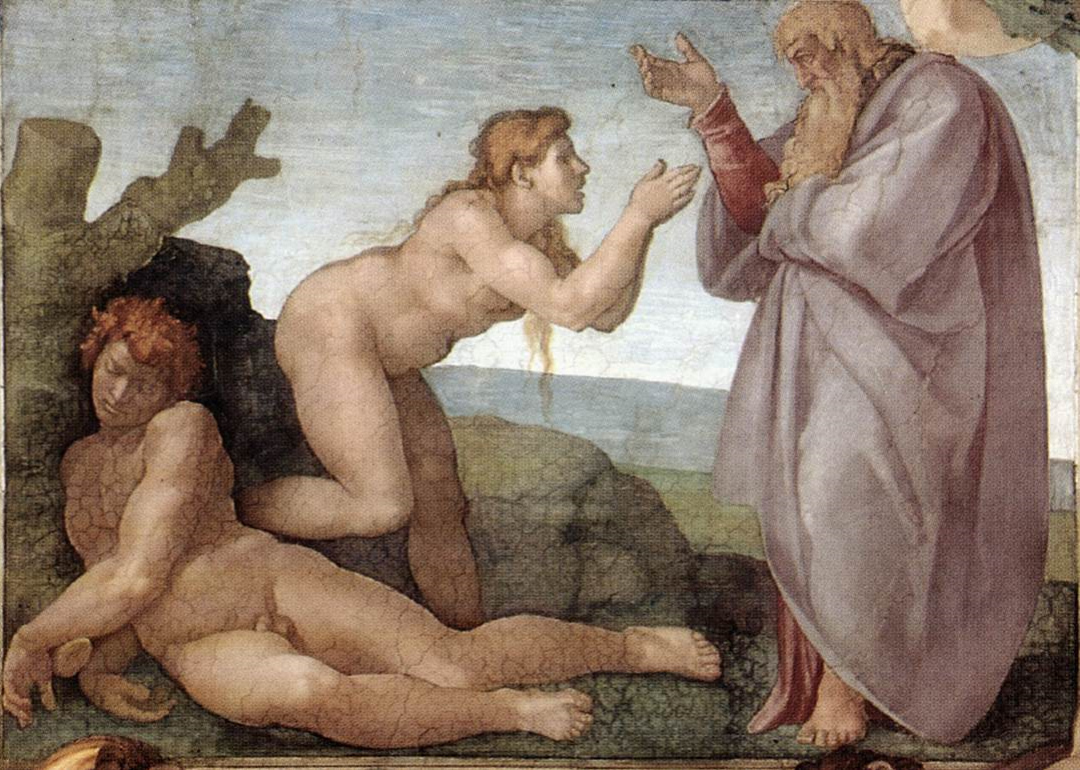
Creazione di Eva di Michelangelo

Nel Paradiso terrestre, accennato solo con una roccia scheggiata e due alberelli nello sfondo, Dio crea Eva, con un gesto benedicente che la fa sorgere dal fianco di Adamo disteso, trasformandone una costola. Le figure occupano le formelle per tutta la loro altezza, su uno sfondo ampiamente liscio. Il Dio Padre fa gesti eloquenti con le mani (benedice, tocca il braccio di Eva) ed ha un'espressione concentrata e severa. Ha la tipica aureola triangolare, simbolo della Trinità e della perfezione, ed è abbigliato da un espressivo panneggio che evidenzia la sua poderosa figura. 
Adamo ed Eva sono invece nudi. Il primo ha una spiccata muscolatura e un realismo attento al dettaglio, mentre la seconda ha un incarnato liscio e ben tornito.

## Stile
Il rilievo è ben diverso dallo stiacciato donatelliano: invece dei fini sottosquadri, le figure sembrano tra due piani invisibili, con linee nette e ombre ridotte al minimo. Alle parti lisce e stondate delle figure si alternano spesso fratture di piani e contorni rigidi, dal cui contrasto sprigiona un effetto di forza trattenuta, che non ha eguali nella scultura quattrocentesca. 
L'intensità dinamica dei rilievi di San Petronio è data dal gioco di linee complesse, che sfrutta anche le linee del panneggio gotico, e dalla scelta di soggetti umani rustici e massicci, che esaltano la forza plastica delle scene. I gesti sono ampi, le pose eloquenti e le composizioni dinamiche. 
La vitalità erompente dei personaggi travolge e fonde, mettendoli in secondo piano, le fonti e i riferimenti culturali dell'opera (statuaria tardogotica, umanesimo fiorentino, arte classica). La concentrazione sull'energia psichica e fisica dell'uomo nelle formelle non ebbe sostanziali continuatore nel XV secolo, ma fece da modello per Michelangelo Buonarroti, che ne riprese l'espressività e la forza narrativa, soprattutto nella sua Creazione di Eva nella volta della Sistina a Roma.